# Sebraglansspinnare
Sebraglansspinnare (Euplagia quadripunctaria) är en fjärilsart som först beskrevs av Nikolaus Poda von Neuhaus 1761.  Sebraglansspinnaren ingår i släktet Euplagia, och familjen björnspinnare.
Vingspannet är 46-62 millimeter. Arten förekommer i södra och centrala Europa. Arten har ej påträffats i Sverige.